# Elecciones municipales de 2019 en Avilés
Las elecciones municipales de Avilés se celebraron el día 26 de mayo de 2019, coincidiendo con las demás elecciones municipales de toda España. La FSA-PSOE liderada por Mariví Monteserín logró una victoria que contundente que le permitió continuar en la alcaldía. En segunda posición quedó la coalición de izquierda Cambia Avilés, seguido por el PP, que cayó hasta la tercera plaza.